# Катерина Брауншвейг-Люнебурзька
Катерина Брауншвейг-Люнебурзька (нім. Katharina von Braunschweig-Lüneburg, 1395 — 28 грудня 1442) — принцеса Брауншвейг-Люнебурзька з дому Вельфів, донька герцога Брауншвейг-Люнебургу Генріха I М'якого та Софії Померанської, дружина курфюрста Саксонії та маркграфа Майсенського Фрідріха I.

## Біографія
Народилась у 1395 році. Була другою дитиною та єдиною донькою в родині герцога Брауншвейг-Люнебургу, князя Люнебургу, Генріха I М'якого та його першої дружини Софії Померанської. Мала старшого брата Вальгельма.
8 лютого 1402 року був укладений шлюб 7-річної Катерини із 31-річним маркграфом Мейсену Фрідріхом IV. Чоловік володарював у Майсені разом зі своїм братом Вільгельмом II. У подружжя народилося семеро дітей.
У 1423 році її чоловік став курфюрстом Саксонії під іменем Фрідріха I. У 1425 році, беручи участь у гуситських війнах, він втратив більшу частину війська в бою під Мостом. Катерина, за його відсутності, організувала набір до нового війська, яке згодом становило 20 тисяч осіб, і відправила на допомогу чоловікові. Втім, це військо також було розбите у 1426 році в битві при Ауссігу.
Хоча подружжя час від часу мешкало разом, Катерина більшу частину часу проводила одна у замку Мільденштайн в Лайснігу, який почав перетворюватися на другорядну резиденцію саксонських курфюрстів.
Фрідріх помер у січні 1428 року. Катерина пережила його на п'ятнадцять років і пішла з життя 28 грудня 1442 у Гріммі. Була похована у Майсенському соборі.

## Родина
Чоловік —  Фрідріх I, курфюрст Саксонський
Діти:
- Катерина (?-?) — померла в ранньому віці;
- Фрідріх (1412—1464) — курфюрст Саксонії та маркграф Мейсену в 1428—1464 роках, ландграф Тюрингії в 1440—1445 роках, був одружений з Маргаритою Австрійською, мав восьмеро дітей;
- Сигізмунд (1416—1471) — єпископ Вюрцбурзький у 1440—1443 роках, у 1444—1471 роках перебував в ув'язненні в замку Рохліц;[1]
- Анна (1420—1462) — дружина ландграфа Гессену Людвіга I, мала п'ятеро дітей;
- Катерина (1421—1476) — дружина курфюрста Бранденбургу Фрідріха II, мала трьох дітей;
- Генріх (1422—1435) — прожив 13 років;
- Вільгельм (1425—1482) — маркграф Мейсену в 1428—1445 годах, ландграф Тюрингії у 1445—1482 роках, титулярный герцог Люксембургу у 1457—1469 роках, був двічі одруженим, мав двох доньок від першого шлюбу.